# Qualificazioni al campionato europeo maschile di calcio 1972 - Gruppo 5

## Classifica
| Pos | Squadra    | Pti | G | V | N | P | GF | GS | DR |
| --- | ---------- | --- | - | - | - | - | -- | -- | -- |
| 1   | Belgio     | 9   | 6 | 4 | 1 | 1 | 11 | 3  | +8 |
| 2   | Portogallo | 7   | 6 | 3 | 1 | 2 | 10 | 6  | +4 |
| 3   | Scozia     | 6   | 6 | 3 | 0 | 3 | 4  | 7  | -3 |
| 4   | Danimarca  | 2   | 6 | 1 | 0 | 5 | 2  | 11 | -9 |

## Risultati
| Data             | Luogo      | Squadra 1  | Risultato | Squadra 2  |
| ---------------- | ---------- | ---------- | --------- | ---------- |
| 14 ottobre 1970  | Copenaghen | Danimarca  | 0 - 1     | Portogallo |
| 11 novembre 1970 | Glasgow    | Scozia     | 1 - 0     | Danimarca  |
| 25 novembre 1970 | Bruges     | Belgio     | 2 - 0     | Danimarca  |
| 3 febbraio 1971  | Liegi      | Belgio     | 3 - 0     | Scozia     |
| 17 febbraio 1971 | Anderlecht | Belgio     | 3 - 0     | Portogallo |
| 21 aprile 1971   | Lisbona    | Portogallo | 2 - 0     | Scozia     |
| 12 maggio 1971   | Porto      | Portogallo | 5 - 0     | Danimarca  |
| 26 maggio 1971   | Copenaghen | Danimarca  | 1 - 2     | Belgio     |
| 9 giugno 1971    | Copenaghen | Danimarca  | 1 - 0     | Scozia     |
| 13 ottobre 1971  | Glasgow    | Scozia     | 2 - 1     | Portogallo |
| 10 novembre 1971 | Aberdeen   | Scozia     | 1 - 0     | Belgio     |
| 21 novembre 1971 | Lisbona    | Portogallo | 1 - 1     | Belgio     |